# Rebecca Okwaci
Rebecca Joshua Okwaci ist eine Politikerin im Südsudan und Mitglied im dortigen Parlament. Sie war Ministerin für Telekommunikation und Post im Südsudan und ist Friedensaktivistin und Verfechterin der Rolle von Frauen im Friedensprozess. Daneben ist sie Gründungsmitglied von verschiedenen sudanesischen, südsudanesischen oder pan-afrikanischen Frauenorganisationen, unter anderem Generalsekretärin von Women Action for Development.

## Leben

### Ausbildung
Okwaci erwarb einen Bachelor in English language, Literature, and Translation an der Universität Alexandria, Ägypten, und danach einen Master in Communication Development an der Daystar University in Kenia.

### Journalistin
Okwaci schloss sich während des Sudanesischen Bürgerkriegs 1986 der neugegründeten Sudanesischen Volksbefreiungsbewegung an und begann als Journalistin für Radio SPLA, wo sie als die „Stimme der Revolution“ („voice of the revolution“) bekannt war.

### Politische Karriere
Im Januar 2015 unterzeichnete Okwaci in ihrer Funktion als Ministerin ein Abkommen mit ihrem kenianischen Kollegen Fred Matiangi, damit 600 km Glasfaserkabel entlang der geplanten Straße Juba-Nadapal-Eldoret verlegt werden sollen. Okwaci leitete dabei die Delegation des Südsudan. Sie sagte, dieses Kabel würde die Verbindung des Südsudan mit dem Rest der Welt verbessern und „Entwicklung anspornen, Arbeitsplätze schaffen, und Frieden und Stabilität bringen würde.“ („spur development, create job opportunities, and bring about peace and stability“). Die Verlegung des Kabels soll noch vor Fertigstellung der Straße 2022 abgeschlossen sein.

### Frauenrechte und Friedensaktivismus
Okwaci ist Gründungsmitglied mehrerer Vereine, unter anderem der Sudanese Women Association (Nairobi), der Sudanese Women Voice for Peace und der Sudanese Women Empowerment for Peace. Sie ist Generalsekretärin der Women Action for Development (WAD).